# Hasta la Vista Baby!
Hasta la Vista Baby! è un album live degli U2, pubblicato nel 2000 esclusivamente ai membri del fanclub del gruppo.
Si tratta di una registrazione del PopMart Tour del 1998, precedentemente pubblicata in video con il titolo di PopMart: Live from Mexico City.

## Tracce
1. Pop Muzik – 3:07
2. Mofo – 4:35
3. I Will Follow – 2:50
4. Gone – 4:40
5. New Year's Day – 4:58
6. Staring at the Sun – 4:30
7. Bullet the Blue Sky – 6:10
8. Please – 6:57
9. Where the Streets Have No Name – 6:34
10. Lemon (Perfecto Mix) – 2:04
11. Discothèque – 5:07
12. With or Without You – 5:45
13. Hold Me Thrill Me Kiss Me Kill Me – 5:38
14. One – 6:06

## Formazione
- Bono - voce, chitarra (tracce 4, 6 e 14)
- The Edge - chitarra, tastiera (traccia 5), cori
- Adam Clayton - basso (eccetto tracce 1 e 6)
- Larry Mullen Jr. - batteria (eccetto tracce 1 e 6)